# Straß in Steiermark

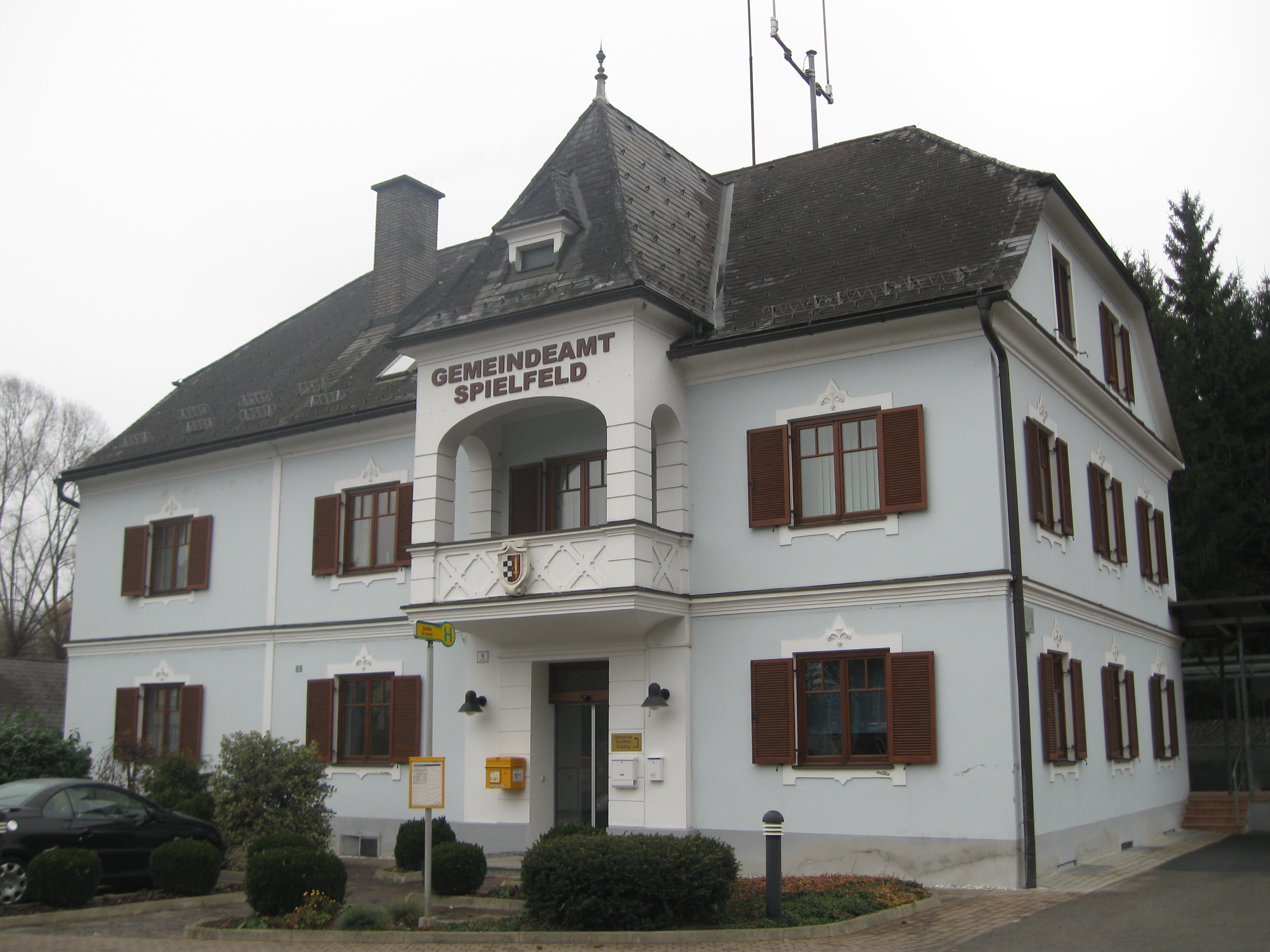
Bürgerservicestelle (ehemaliges Rathaus) in Spielfeld

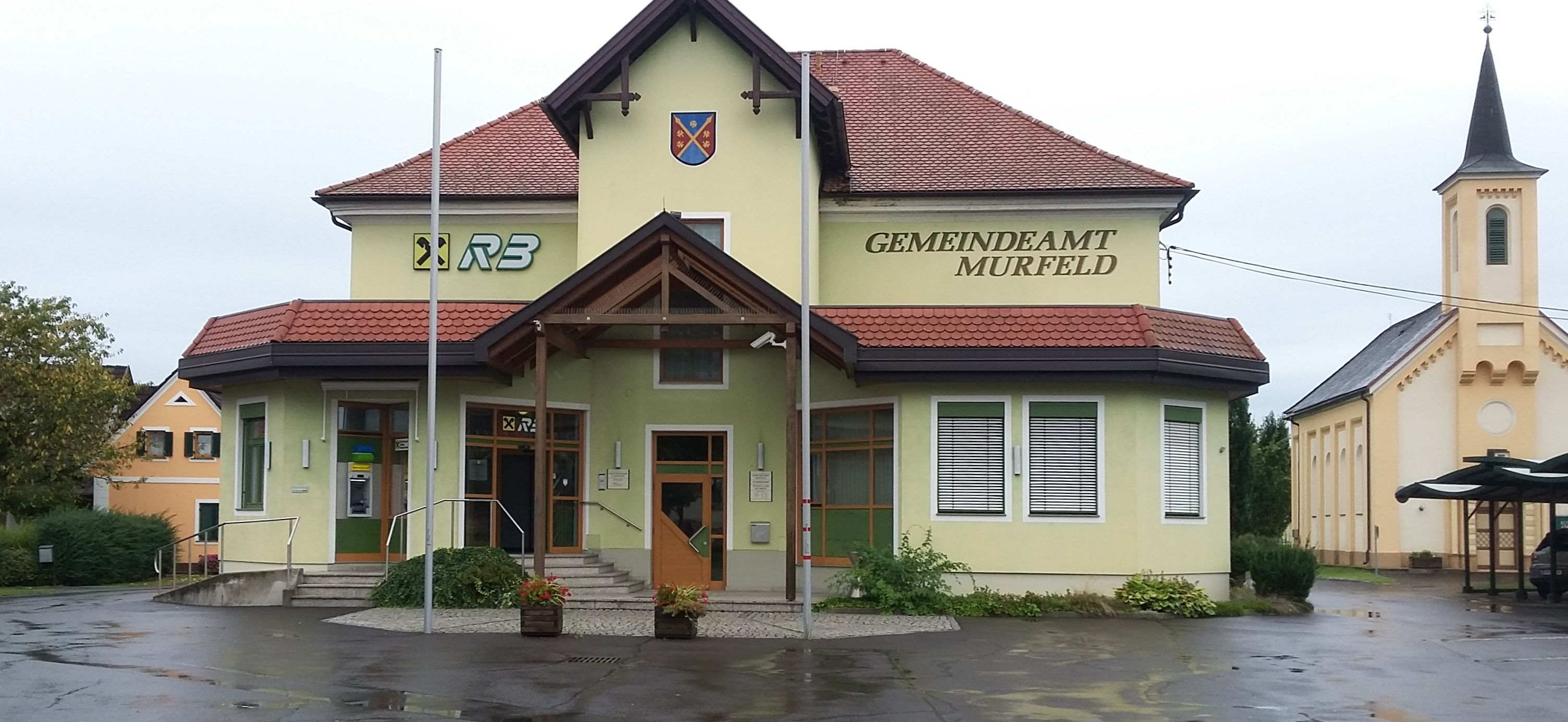
Ehemaliges Gemeindeamt in Murfeld

Straß in Steiermark ist eine Gemeinde mit 6447 Einwohnern (Stand 1. Jänner 2024) im Bezirk Leibnitz in der Steiermark.

## Geografie

### Gemeindegliederung
Das Gemeindegebiet besteht aus elf Katastralgemeinden bzw. gleichnamigen Ortschaften (Fläche Stand 31. Dezember 2023; Einwohner Stand 1. Jänner 2024):
| Katastralgemeinden | Ortschaften |
| --- | --- |
| - Gersdorf (460,92 ha) - Graßnitzberg (272 ha) - Lichendorf (566,7 ha) - Obegg (144,78 ha) - Oberschwarza (233,69 ha) - Obervogau (396,18 ha) - Spielfeld (595,26 ha) - Straß (410,43 ha) - Unterschwarza (337,31 ha) - Untervogau (605,62 ha) - Weitersfeld (735,61 ha) | - Gersdorf an der Mur (421) - Graßnitzberg (189) - Lichendorf (503) - Obegg (35) - Oberschwarza (150) - Obervogau (915) - Spielfeld (707) - Straß in Steiermark (1582) - Unterschwarza (226) - Vogau (1152) - Weitersfeld an der Mur (567) |

Im Süden und Südosten bildet die Mur die Staatsgrenze zu Slowenien. Der Ortskern von Straß liegt nahe dem Fluss Mur und kann über den Murradweg erreicht werden. Im Gemeindegebiet befindet sich das Attemsmoor, ein aus einem Überflutungsmoor hervorgegangenes Durchströmungsmoor.

### Eingemeindungen
Jeweils am 1. Jänner wurden eingemeindet:
- 1968 Lichendorf, Oberschwarza, Unterschwarza → Weitersfeld an der Mur
- 1969 Gersdorf an der Mur → Straß in Steiermark
- 2015 Obervogau, Straß in Steiermark, Spielfeld und Vogau wurden zu Straß-Spielfeld vereinigt.
- 2020 Murfeld (ohne Seibersdorf) → Straß in Steiermark

### Namensänderungen
- 1. Juni 1951 Gersdorf → Gersdorf an der Mur
- 1. Juni 1951 Straß → Straß in Steiermark
- 1. Jänner 1969 Weitersfeld an der Mur → Murfeld
- 1. September 1969 Untervogau → Vogau
- 1. Jänner 2016 Straß-Spielfeld → Straß in Steiermark

### Nachbargemeinden
| Wagna                         | Gabersdorf                                  | Sankt Veit in der Südsteiermark |
| Ehrenhausen an der Weinstraße | Kompassrose, die auf Nachbargemeinden zeigt | Mureck Bez. Südoststeiermark    |
| Kungota (Slowenien) Podravska | Šentilj (Slowenien) Podravska               |                                 |

## Geschichte
Die Gemeinde entstand mit dem neuen Namen Straß-Spielfeld im Rahmen der Gemeindestrukturreform in der Steiermark
aus den mit Ende 2014 aufgelösten Gemeinden Obervogau, Vogau, Straß in Steiermark und Spielfeld. Eine Beschwerde der Gemeinde Vogau gegen die Zusammenlegung beim Verfassungsgerichtshof war nicht erfolgreich.
Nach einem entsprechenden Gemeinderatsbeschluss führt die Gemeinde ab 1. Jänner 2016 den Namen der alten Gemeinde „Straß in Steiermark“.
Mit Ende des Jahres 2019 wurde die Nachbargemeinde Murfeld aufgelöst und auf die beiden Gemeinden Sankt Veit und Straß aufgeteilt, die Katastralgemeinden Oberschwarza, Unterschwarza, Lichendorf und Weitersfeld wurden in die Marktgemeinde Straß eingemeindet.
Damit stieg die Einwohnerzahl auf 6349, die Gemeindefläche vergrößerte sich um 18,67 km².

### Bevölkerungsentwicklung
| Straß in Steiermark: Einwohnerzahlen von 1869 bis 2024 | Straß in Steiermark: Einwohnerzahlen von 1869 bis 2024 | Straß in Steiermark: Einwohnerzahlen von 1869 bis 2024 | Straß in Steiermark: Einwohnerzahlen von 1869 bis 2024 | Straß in Steiermark: Einwohnerzahlen von 1869 bis 2024 |
| ------------------------------------------------------ | ------------------------------------------------------ | ------------------------------------------------------ | ------------------------------------------------------ | ------------------------------------------------------ |
| Jahr                                                   |                                                        |                                                        |                                                        | Einwohner                                              |
| 1869                                                   | 1869                                                   |                                                        | 4.820                                                  | 4.820                                                  |
| 1880                                                   | 1880                                                   |                                                        | 4.936                                                  | 4.936                                                  |
| 1890                                                   | 1890                                                   |                                                        | 5.031                                                  | 5.031                                                  |
| 1900                                                   | 1900                                                   |                                                        | 5.064                                                  | 5.064                                                  |
| 1910                                                   | 1910                                                   |                                                        | 5.237                                                  | 5.237                                                  |
| 1923                                                   | 1923                                                   |                                                        | 5.622                                                  | 5.622                                                  |
| 1934                                                   | 1934                                                   |                                                        | 5.924                                                  | 5.924                                                  |
| 1939                                                   | 1939                                                   |                                                        | 6.276                                                  | 6.276                                                  |
| 1951                                                   | 1951                                                   |                                                        | 5.724                                                  | 5.724                                                  |
| 1961                                                   | 1961                                                   |                                                        | 5.471                                                  | 5.471                                                  |
| 1971                                                   | 1971                                                   |                                                        | 5.762                                                  | 5.762                                                  |
| 1981                                                   | 1981                                                   |                                                        | 5.550                                                  | 5.550                                                  |
| 1991                                                   | 1991                                                   |                                                        | 5.681                                                  | 5.681                                                  |
| 2001                                                   | 2001                                                   |                                                        | 6.090                                                  | 6.090                                                  |
| 2011                                                   | 2011                                                   |                                                        | 6.106                                                  | 6.106                                                  |
| 2021                                                   | 2021                                                   |                                                        | 6.309                                                  | 6.309                                                  |
| 2024                                                   | 2024                                                   |                                                        | 6.447                                                  | 6.447                                                  |
| Quelle(n): Statistik Austria, Gebietsstand 1.1.2021    |                                                        |                                                        |                                                        |                                                        |

## Kultur und Sehenswürdigkeiten
- Schloss Spielfeld
- Fürstlich Eggenbergisches Schloss Straß
- Katholische Pfarrkirche Spielfeld hl. Michael
- Katholische Pfarrkirche Straß in Steiermark Mariä Himmelfahrt: Als Schlosskirche im 17. Jahrhundert durch Fürst Hans Ulrich von Eggenberg erbaut, Grundsteinlegung am 9. September 1626 durch den Fürstbischof von Seckau, Jakob I. Eberlein; Weihe am 28. Oktober 1629.
- Truppenmuseum der Erzherzog-Johann-Kaserne
- Tegetthof-Park
- Murfähre Weitersfeld

### Regelmäßige Veranstaltungen
Alljährlich am 5. Dezember findet in Straß der Krampuslauf statt, bei dem zwei Straßer Krampusgruppen („Südsteirische Teufel“ und „Schwarze Straßer Teufel“) gemeinsam ein Höllentreiben entlang der Straßer Krampusmeile veranstalten. Ebenso finden alljährlich Faschingssitzungen statt.
Das im Sommer stattfindende Garnisonsfest ist in der ganzen Steiermark bekannt.

## Wirtschaft und Infrastruktur

### Verkehr
Bedeutende Verkehrswege in der Gemeinde sind Richtung Graz und Maribor die Pyhrn Autobahn A 9 und die Grazer Straße B 67. In Ost-West-Richtung verläuft die Südsteirische Grenz Straße B 69.
Am Bahnhof Bahnhof Spielfeld-Straß treffen sich die Südbahn Richtung Graz und Maribor und die Radkersburger Bahn, die von der S-Bahn Steiermark bedient werden.

### Öffentliche Einrichtungen

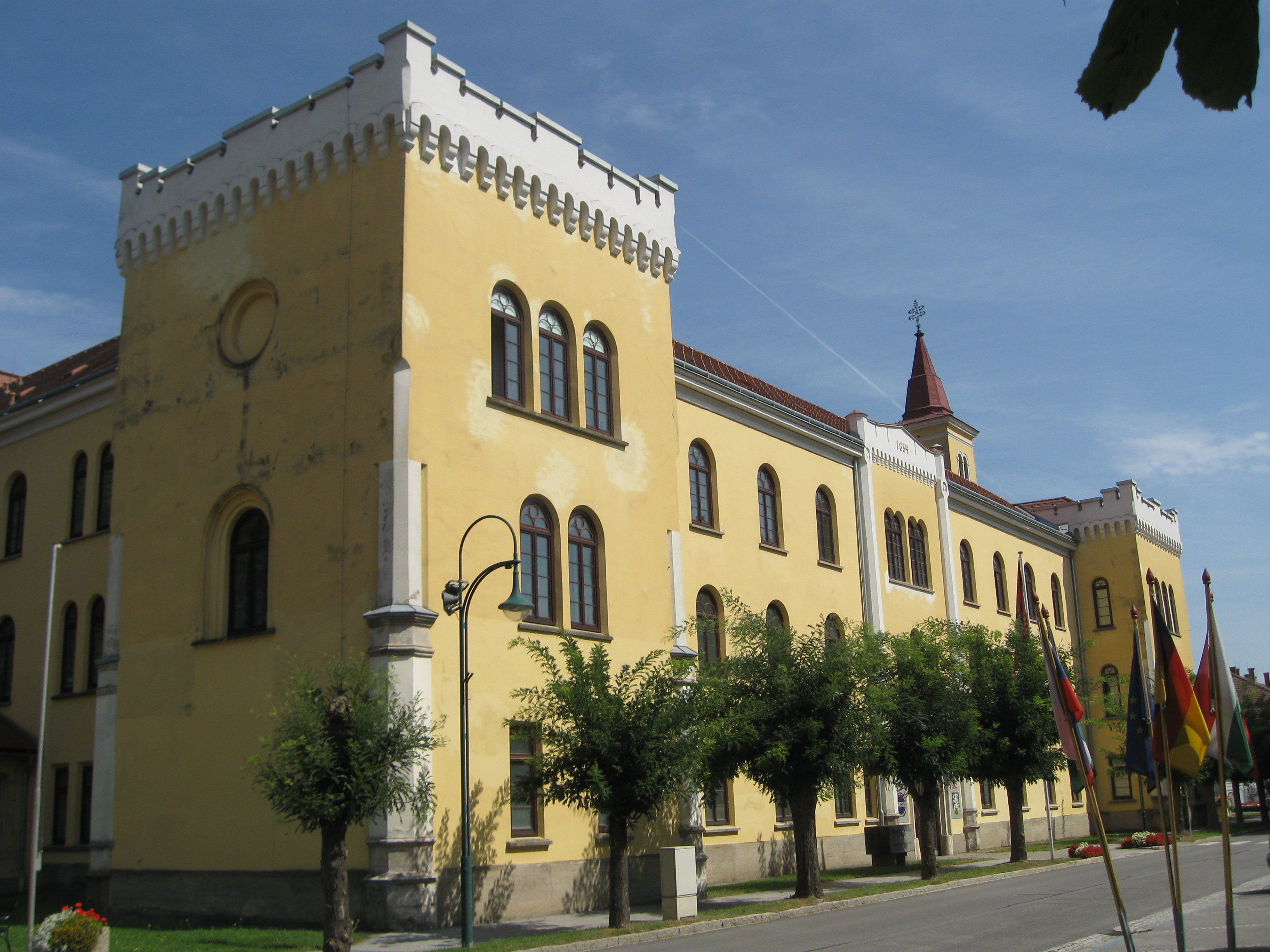
Kaserne in Straß

In Schloss Straß befindet sich die Erzherzog-Johann-Kaserne des österreichischen Bundesheeres. In diesem ist das Jägerbataillon 17 (zur JgBrig 7 gehörig), der einzige gehärtete Jägerverband (d. h. mit Radpanzer Pandur ausgestattet) stationiert.

### Bildung
- fünf Kindergärten: in Straß, Vogau, Obervogau, Spielfeld und Lichendorf
- Volksschule Straß, acht Klassen (2016/17) mit dem Schwerpunkt Gesundheitserziehung
- Volksschule Spielfeld
- Volksschule Lichendorf
- Neue Mittelschule Straß, sieben Klassen (2016/17)

### Tourismus
Die Gemeinde bildet gemeinsam mit Ehrenhausen an der Weinstraße, Leutschach an der Weinstraße, Oberhaag und Arnfels den Tourismusverband „Die südsteirische Weinstraße“. Dessen Sitz ist in Leutschach an der Weinstraße.
Durch den Gemeindeteil Spielfeld verläuft der Südalpenweg, ein österreichischer Weitwanderweg.

### Sport
- Das Freizeitzentrum mit Halle und Sportplatz bietet die Möglichkeit zur Ausübung von Trendsportarten wie Beach-Volleyball und Skating wie auch mehrere Asphaltbahnen für Stockschützen (zwei Bahnen in der Halle).
- Der Tennisverein Straß vermietet in den spielfreien Zeiten zwei Tennisplätze bei der Hauptschule.
- Der Trainingsplatz des Sportvereines Straß steht in den trainingsfreien Zeiten für Ballspiele zur Verfügung.

## Politik

### Gemeinderat
Der Gemeinderat setzt sich aus 25 Mitgliedern zusammen. Nach dem Ergebnis der Gemeinderatswahl 2020 setzt sich dieser wie folgt zusammen:
- 18 Mandate ÖVP
- 04 Mandate SPÖ
- 02 Mandate GRÜNE
- 01 Mandat FPÖ

| Partei                    | 2020         | 2020         | 2020         | 2015                | 2015                | 2015                | 2010                | 2010                | 2010                | 2005      | 2005      | 2005      | 2005             | 2005             | 2005             | 2005             | 2005             | 2005             |
| Partei                    | Großgemeinde | Großgemeinde | Großgemeinde | Straß in Steiermark | Straß in Steiermark | Straß in Steiermark | Straß in Steiermark | Straß in Steiermark | Straß in Steiermark | Spielfeld | Spielfeld | Spielfeld | Obervogau        | Obervogau        | Obervogau        | Vogau            | Vogau            | Vogau            |
| Partei                    | Stimmen      | %            | Mandate      | St.                 | %                   | M.                  | St.                 | %                   | M.                  | St.       | %         | M.        | St.              | %                | M.               | St.              | %                | M.               |
| ------------------------- | ------------ | ------------ | ------------ | ------------------- | ------------------- | ------------------- | ------------------- | ------------------- | ------------------- | --------- | --------- | --------- | ---------------- | ---------------- | ---------------- | ---------------- | ---------------- | ---------------- |
| ÖVP                       | 1807         | 68           | 18           | 1457                | 56                  | 12                  | 709                 | 68                  | 11                  | 194       | 29        | 3         | 360              | 65               | 6                | 415              | 61               | 10               |
| SPÖ                       | 420          | 16           | 4            | 0741                | 28                  | 06                  | 244                 | 23                  | 3                   | 272       | 40        | 4         | 193              | 35               | 3                | 203              | 30               | 04               |
| FPÖ                       | 187          | 7            | 1            | 0415                | 16                  | 03                  | 091                 | 09                  | 1                   | 023       | 03        | 0         | nicht kandidiert | nicht kandidiert | nicht kandidiert | 058              | 09               | 01               |
| Spielfeld Unabhängig      |              |              |              | nicht kandidiert    | nicht kandidiert    | nicht kandidiert    | nicht kandidiert    | nicht kandidiert    | nicht kandidiert    | 184       | 27        | 2         | nicht kandidiert | nicht kandidiert | nicht kandidiert | nicht kandidiert | nicht kandidiert | nicht kandidiert |
| GRÜNE                     | 212          | 8            | 2            |                     |                     |                     |                     |                     |                     |           |           |           |                  |                  |                  |                  |                  |                  |
| Gemeinsam für die Zukunft | 49           | 2            | 0            |                     |                     |                     |                     |                     |                     |           |           |           |                  |                  |                  |                  |                  |                  |
| Wahlberechtigte           | 5279         | 5279         | 5279         | 4.001               | 4.001               | 4.001               | 1.454               | 1.454               | 1.454               | 791       | 791       | 791       | 711              | 711              | 711              | 899              | 899              | 899              |
| Wahlbeteiligung           | 51 %         | 51 %         | 51 %         | 66 %                | 66 %                | 66 %                | 73 %                | 73 %                | 73 %                | 85 %      | 85 %      | 85 %      | 79 %             | 79 %             | 79 %             | 76 %             | 76 %             | 76 %             |

### Bürgermeister
Reinhold Höflechner (ÖVP) wurde in der konstituierenden Sitzung des Gemeinderats im April 2015 zum Bürgermeister gewählt.
Dem Gemeindevorstand gehören weiters der erste Vizebürgermeister Johann Lappi (ÖVP), der zweite Vizebürgermeister Ewald Schantl (SPÖ), die Gemeindekassierin Romana Vehovec-Huhs (ÖVP) und das Vorstandsmitglied Manuel Kahr (FPÖ) an.

### Wappen

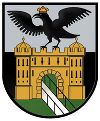
Straß in Steiermark (bis 2014)
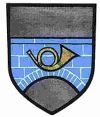
Obervogau
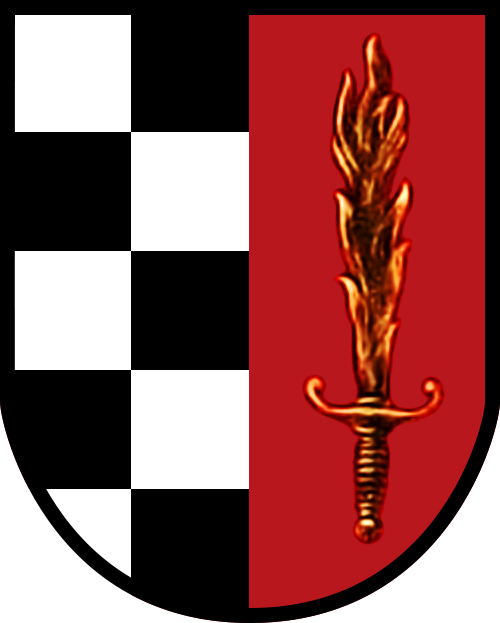
Spielfeld
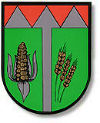
Vogau
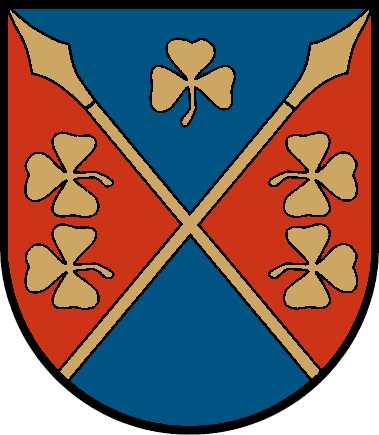
Murfeld (bis 2019)

Die Verleihung des Gemeindewappens erfolgte am 4. September 1625 durch Johann Ulrich von Eggenberg.

Blasonierung (Wappenbeschreibung):
„Ainen Schild in zway thail abgethailt, den Vndern thail des Schildts schwartz, darauf zween gelbe Thurn mit ainer Portten auff ainem grüenen Feld, durch die Portten ain weisse Strassen, den Obern thail des Schildts weiß darinnen ain Schwartzer Rab, mit außgestreckhten Fligeln stehendt, das Haubt des Raben mit ainer guldnen Cron gezieret.“
Wegen der Gemeindezusammenlegung verlor das Wappen mit 1. Jänner 2015 seine offizielle Gültigkeit. Die ehemaligen Gemeinden Obervogau, Spielfeld und Vogau hatten bis zur Fusion Ende 2014 eigene Wappen, ebenso die 2020 größtenteils eingemeindete Gemeinde Murfeld.
Die Wiederverleihung des Gemeindewappens erfolgte mit Wirkung vom 25. Juni 2016.

Die Blasonierung lautet:
„Im von Silber zu Schwarz geteilten Schild oben auffliegend ein schwarzer golden gekrönter Rabe, unten auf grünem Feld golden gemauert eine gezinnte, von einem Tor durchbrochene Stadtmauer mit zwei gezinnten Türmen; durch das Tor führt eine silberne Straße.“

### Gemeindepartnerschaften
- Straß unterhält eine Partnerschaft mit der Marktgemeinde Schwarzenfeld, Landkreis Schwandorf, Bayern.

## Persönlichkeiten

### Ehrenbürger der Gemeinde
- 1989: Josef Krainer (1930–2016), Landeshauptmann

### Söhne und Töchter der Gemeinde
- August Krumholz (1844–nach 1914), Architekt
- Franz Eibel (1904–1934), Kaplan
- Wilhelm Aduatz (1916–1978), Architekt
- Günther Prutsch (* 1952), AMS-Geschäftsstellenleiter, Politiker, Mitglied des Bundesrates und Abgeordneter zum Landtag